# Prescott (Arizona)
Prescott je město v okrese Yavapai County ve státě Arizona ve Spojených státech amerických.
K roku 2010 zde žilo 39 843 obyvatel. S celkovou rozlohou 107,5 km² byla hustota zalidnění 353,5 obyvatel na km². V letech 1864 až 1867 a opět v letech 1877 až 1889 byl Prescott hlavním městem Arizonského teritoria. V minulosti se ve městě hojně těžilo zlato či stříbro. 